# Sós lötty
A Sós lötty 1969-ben bemutatott magyar rajzfilm, amelyet Szoboszlay Péter írt és rendezett. Az animációs játékfilm zenéjét Tomsits Rudolf szerezte. A mozifilm a Pannónia Filmstúdió gyártásában készült.

## Rövid történet
Egy fiatalember megöli feleségét, annak anyját s végül önmagát, mert házasságát tönkreteszi az anyós.

## Alkotók
- Nő hangja: Dajka Margit
- Írta, tervezte és rendezte: Szoboszlay Péter
- Dramaturg: Gáll István
- Zenéjét szerezte: Tomsits Rudolf
- Operatőr: Nagy Csaba
- Hangmérnök: Bélai István
- Vágó: Czipauer János
- Asszisztensek: Csonkaréty Károly, Kassai Klári, Németh Kálmánné, Tormási Gizella
- Gyártásvezető: Kunz Román

Készítette a Pannónia Filmstúdió.